# Grand Prix Německa 1993
Grand Prix Německa 1993 (LV. Großer Mobil 1 Preis von Deutschland), 10. závod 44. ročníku mistrovství světa jezdců Formule 1 a 35. ročníku poháru konstruktérů, historicky již 542. grand prix, se již tradičně odehrála na okruhu Hockenheimring.

## Výsledky

### Kvalifikace
| Pořadí | Číslo | Jezdec               | Konstruktér               | Čas      | Odstup |
| ------ | ----- | -------------------- | ------------------------- | -------- | ------ |
| 1      | 2     | Alain Prost          | Williams – Renault        | 1:38.748 |        |
| 2      | 0     | Damon Hill           | Williams – Renault        | 1:38.905 | +0.157 |
| 3      | 5     | Michael Schumacher   | Benetton – Ford           | 1:39.580 | +0.832 |
| 4      | 8     | Ayrton Senna         | McLaren – Ford            | 1:39.616 | +0.868 |
| 5      | 26    | Mark Blundell        | Ligier – Renault          | 1:40.135 | +1.387 |
| 6      | 25    | Martin Brundle       | Ligier – Renault          | 1:40.855 | +2.107 |
| 7      | 6     | Riccardo Patrese     | Benetton – Ford           | 1:41.101 | +2.353 |
| 8      | 10    | Aguri Suzuki         | Footwork – Mugen-Honda    | 1:41.138 | +2.390 |
| 9      | 28    | Gerhard Berger       | Ferrari                   | 1:41.242 | +2.494 |
| 10     | 27    | Jean Alesi           | Ferrari                   | 1:41.304 | +2.556 |
| 11     | 9     | Derek Warwick        | Footwork – Mugen-Honda    | 1:41.449 | +2.701 |
| 12     | 7     | Michael Andretti     | McLaren – Ford            | 1:41.531 | +2.783 |
| 13     | 12    | Johnny Herbert       | Lotus – Ford              | 1:41.564 | +2.816 |
| 14     | 29    | Karl Wendlinger      | Sauber – Ilmor            | 1:41.642 | +2.894 |
| 15     | 11    | Alessandro Zanardi   | Lotus – Ford              | 1:41.858 | +3.110 |
| 16     | 20    | Erik Comas           | Larrousse – Lamborghini   | 1:41.945 | +3.197 |
| 17     | 14    | Rubens Barrichello   | Jordan – Hart             | 1:42.025 | +3.277 |
| 18     | 30    | Jyrki Järvilehto     | Sauber – Ilmor            | 1:42.032 | +3.284 |
| 19     | 4     | Andrea de Cesaris    | Tyrrell – Yamaha          | 1:42.203 | +3.455 |
| 20     | 23    | Christian Fittipaldi | Minardi – Ford            | 1:42.658 | +3.910 |
| 21     | 3     | Ukjó Katajama        | Tyrrell – Yamaha          | 1:42.682 | +3.934 |
| 22     | 24    | Pierluigi Martini    | Minardi – Ford            | 1:42.786 | +4.038 |
| 23     | 19    | Philippe Alliot      | Larrousse – Lamborghini   | 1:42.910 | +4.162 |
| 24     | 15    | Thierry Boutsen      | Jordan – Hart             | 1:43.007 | +4.259 |
| 25     | 22    | Luca Badoer          | Scuderia Italia – Ferrari | 1:43.345 | +4.597 |
| 26     | 21    | Michele Alboreto     | Scuderia Italia – Ferrari | 1:44.166 | +5.450 |

### Závod
| Pořadí | Číslo | Jezdec               | Konstruktér           | Kola | Čas/odstoupení       | Start | Body |
| ------ | ----- | -------------------- | --------------------- | ---- | -------------------- | ----- | ---- |
| 1      | 2     | Alain Prost          | Williams-Renault      | 45   | 1:18:40.885          | 1     | 10   |
| 2      | 5     | Michael Schumacher   | Benetton-Ford         | 45   | +16.664              | 3     | 6    |
| 3      | 26    | Mark Blundell        | Ligier-Renault        | 45   | +59.349              | 5     | 4    |
| 4      | 8     | Ayrton Senna         | McLaren-Ford          | 45   | +1:08.229            | 4     | 3    |
| 5      | 6     | Riccardo Patrese     | Benetton-Ford         | 45   | +1:31.516            | 7     | 2    |
| 6      | 28    | Gerhard Berger       | Ferrari               | 45   | +1:34.754            | 9     | 1    |
| 7      | 27    | Jean Alesi           | Ferrari               | 45   | +1:35.841            | 10    |      |
| 8      | 25    | Martin Brundle       | Ligier-Renault        | 44   | +1 kolo              | 6     |      |
| 9      | 29    | Karl Wendlinger      | Sauber                | 44   | +1 kolo              | 14    |      |
| 10     | 12    | Johnny Herbert       | Lotus-Ford            | 44   | +1 kolo              | 13    |      |
| 11     | 23    | Christian Fittipaldi | Minardi-Ford          | 44   | +1 kolo              | 20    |      |
| 12     | 19    | Philippe Alliot      | Larrousse-Lamborghini | 44   | +1 kolo              | 23    |      |
| 13     | 15    | Thierry Boutsen      | Jordan-Hart           | 44   | +1 kolo              | 24    |      |
| 14     | 24    | Pierluigi Martini    | Minardi-Ford          | 44   | +1 kolo              | 22    |      |
| 15     | 0     | Damon Hill           | Williams-Renault      | 43   | Pneumatika           | 2     |      |
| 16     | 21    | Michele Alboreto     | Lola-Ferrari          | 43   | +2 kola              | 26    |      |
| 17     | 9     | Derek Warwick        | Footwork-Mugen-Honda  | 42   | +3 kola              | 11    |      |
| Ret    | 14    | Rubens Barrichello   | Jordan-Hart           | 34   | Ložiska kol          | 17    |      |
| Ret    | 3     | Ukjó Katajama        | Tyrrell-Yamaha        | 28   | Hnací hřídel poloosy | 21    |      |
| Ret    | 30    | Jyrki Järvilehto     | Sauber                | 22   | Vyjetí z tratě       | 18    |      |
| Ret    | 11    | Alessandro Zanardi   | Lotus-Ford            | 19   | Vyjetí z tratě       | 15    |      |
| Ret    | 10    | Aguri Suzuki         | Footwork-Mugen-Honda  | 9    | Kolize               | 8     |      |
| Ret    | 7     | Michael Andretti     | McLaren-Ford          | 4    | Kolize               | 12    |      |
| Ret    | 22    | Luca Badoer          | Lola-Ferrari          | 4    | Zavěšení             | 25    |      |
| Ret    | 4     | Andrea de Cesaris    | Tyrrell-Yamaha        | 1    | Převodovka           | 19    |      |
| Ret    | 20    | Érik Comas           | Larrousse-Lamborghini | 0    | Převodovka           | 16    |      |

## Průběžné pořadí šampionátu
Pohár jezdců
| Pořadí | Jezdec             | Body |
| ------ | ------------------ | ---- |
| 1      | Alain Prost        | 77   |
| 2      | Ayrton Senna       | 50   |
| 3      | Michael Schumacher | 36   |
| 4      | Damon Hill         | 28   |
| 5      | Riccardo Patrese   | 11   |

Pohár konstruktérů
| Pořadí | Konstruktér      | Body |
| ------ | ---------------- | ---- |
| 1      | Williams-Renault | 105  |
| 2      | McLaren-Ford     | 53   |
| 3      | Benetton-Ford    | 47   |
| 4      | Ligier-Renault   | 19   |
| 5      | Ferrari          | 10   |